# Ротунда (Олт)
Ротунда (рум. Rotunda) насеље је у Румунији у жупанији Олт. Oпштина се налази на надморској висини од 111 m.

## Становништво
Према подацима из 2002. године у насељу је живело 3217 становника, од којих су сви румунске националности.